# Möserner Moor
Möserner Moor este o arie protejată (arie specială de conservare — SAC, sit de importanță comunitară — SCI) din Austria întinsă pe o suprafață de 14,8 ha, integral pe uscat.

## Localizare
Centrul sitului Möserner Moor este situat la coordonatele 46°42′18″N 13°15′00″E / 46.705°N 13.25°E.

## Înființare
Situl Möserner Moor a fost declarat sit de importanță comunitară în februarie 2002 pentru a proteja 1 specie de plante și 8 specii de animale. Situl a fost protejat și ca arie specială de conservare în octombrie 2014.

## Biodiversitate
Situată în ecoregiunea alpină, aria protejată conține 6 habitate naturale: Ape puternic oligomezotrofe cu vegetație bentonică cu Chara spp., Pajiști cu Molinia pe soluri calcaroase, turboase sau argilos-nămoloase (Molinion caeruleae), Liziere de ierburi înalte hidrofile de câmpie și de nivel montan până la alpin, Mlaștini alcaline, Păduri aluvionare cu Alnus glutinosa și Fraxinus excelsior (Alno-Padion, Alnion incanae, Salicion albae), Păduri ilirice de Fagus sylvatica (Aremonio-Fagion).
La baza desemnării sitului se află mai multe specii protejate:
- plante (1): papucul doamnei (Cypripedium calceolus)
- păsări (4): șoim călător (Falco peregrinus), viespar (Pernis apivorus), ciocănitoare de munte (Picoides tridactylus), ciocănitoare verzuie (Picus canus)
- amfibieni (1): izvoraș-cu-burta-galbenă (Bombina variegata)
- mamifere (2): râs eurasiatic (Lynx lynx), urs brun (Ursus arctos)
- nevertebrate (1): Austropotamobius pallipes

Pe lângă speciile protejate, pe teritoriul sitului au mai fost identificate 4 specii de plante.